# Tito Horford
Alfredo William Horford, detto Tito (La Romana, 19 gennaio 1966), è un ex cestista dominicano, professionista nella NBA, in Francia, Italia e Messico.
È il padre di Al Horford, cestista NBA attualmente con i Boston Celtics.

## Carriera
Venne selezionato dai Milwaukee Bucks al secondo giro del Draft NBA 1988 (39ª scelta assoluta).
Con la Rep. Dominicana ha disputato due edizioni dei Campionati americani (1993, 1995).

## Palmarès
- McDonald's All-American Game (1985)